# 카마스흙파는쥐
카마스흙파는쥐 또는 카마스주머니고퍼(Thomomys bulbivorus)는 흙파는쥐과에 속하는 설치류의 일종이다. "카마스쥐" 또는 "윌라메트계곡고퍼"로도 불린다. 1829년에 처음 기술되었고, 미국 오리건주 북서부 윌라메트 계곡의 토착종이다.